# Patiriella gunni
Patiriella gunni är en sjöstjärneart som först beskrevs av Gray 1840.  Patiriella gunni ingår i släktet Patiriella och familjen Asterinidae. Inga underarter finns listade i Catalogue of Life.